# Караван (аутомобил)
Караван је облик каросерије путничких аутомобила с петоро врата изведен из лимузине с којом дели величину и платформу, али код кога се кров наставља све до задњег краја односно задњих врата.
Основна карактеристика каравана јесте велики пртљажни простор. Овај облик каросерије има пуну висину целом дужином кабине како би се максимално искористио товарни простор позади. Пртљажник се налази унутар кабине иза задњих седишта што омогућава утовар веће количине предмета у односу на лимузину. Други ред седишта може бити на расклапање, која се спуштају у унутрашњости возила, ради стварања још већег пртљажног простора. За разлику од лимузине и хечбека, караван има поред А, Б, Ц и Д-стуб.
Каравани се у САД-у, Канади, Аустралији и Новом Зеланду називају station wagon, а у Уједињеном Краљевству estate car. У Француској се користи појам break, а у Немачкој комби. Многи произвођачи имају своје називе за караван. Тако Ауди користи термин avant и sportback, BMW touring, Форд turnier, Тојота touring sport,  Ситроен tourer и cross-tourer, Пежо SW за station wagon или sports wagon, Рено estate и grandtour, Шкода combi, Хонда tourer, Алфа Ромео sportwagon, Кија SW као sportswagon, Опел caravan и sports tourer, Волво V, Мерцедес-Бенц estate.

## Галерија
- ФВ Пасат Б8
- Алфа Ромео 159
- Ауди А4
- Волво V60